# ناحیه هانکوک، میشیگان
ناحیه هانکوک (به انگلیسی: Hancock Township) یک منطقهٔ مسکونی در ایالات متحده آمریکا است که در شهرستان هوگتون واقع شده‌است.
 ناحیه هانکوک ۴۳٫۸ کیلومتر مربع مساحت و ۴۰۸ نفر جمعیت دارد و ۲۳۱ متر بالاتر از سطح دریا واقع شده‌است.